# ベツァルエル美術デザイン学院
ベツァルエル美術デザイン学院（ベツァルエルびじゅつデザインがくいん、Bezalel Academy of Arts and Design）は、イスラエルの国立美術学校であり、1903年にボリス・シャッツにより設立された。それは聖書の人物ウリの息子ベツァルエル（ヘブライ語: בְּצַלְאֵל בֶּן־אוּרִי）から名付けられた。ベツァルエルはモーセに幕屋のデザインと建築を監督するよう任じられた人物である（出エジプト記 35:30）。

## 歴史

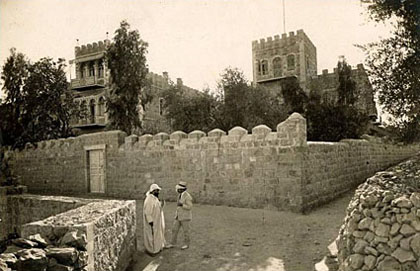
ベツァルエルの校舎。1913年エルサレム。

学院は1903年にボリス・シャッツが設立した。テオドール・ヘルツルと初期のシオニストはユダヤ、中東、ヨーロッパの伝統を組み合わせた国としての芸術スタイルの創造に価値を見出していた。ベツァルエルの教師たちは特徴ある芸術学派を発展させ、それはベツァルエル学派として知られる。その学派はヨーロッパのユーゲント・シュティール（アール・ヌーヴォー）と伝統的なペルシアとシリアの芸術に影響を受けたスタイルで聖書とシオニストを主題に肖像を描く。芸術家たちは「周囲の変化に富んだ脈絡、伝統、革新 」と、「聖書上の主題、イスラム教のデザイン、ヨーロッパの伝統 」を引き合いに出す絵画・工芸品を混合した。それは古代のユダヤ教徒の祖国を建設しようとする新しい国民のための芸術の「ユダヤ教徒の特徴的スタイルを開拓する 」努力である。
ベツァルエル学派は広範な媒体で装飾美術品を作り出した。その媒体は銀、皮革、木材、真鍮、織物である。芸術家とデザイナーたちがヨーロッパ系に養成されている一方、工芸家たちは多くの場合、貴金属による工芸技術の長い伝統があるイエメンのコミュニティのメンバーになっている。銀と金細工はイエメンで伝統的なユダヤ教徒の仕事であった。色鮮やかな衣装を纏った伝統的イエメンの移民はまた、ベツァルエル学派の芸術家が頻繁に主題にしていた。
その学派を先導する芸術家に含むのは、メイール・グール・アリイェ、ゼエヴ・ラバン、シュムエル・ベン・ダーヴィト、ヤアコヴ・ベン＝ドヴ、ゼエヴ・ベン＝ツヴィ、ヤコブ・アイゼンバーグ、ヤコブ・ピンス、ヤコブ・シュタインハルト、ヘルマン・シュトゥルクである。1912年に、学派は1人の女学生しかいなかった。彼女の名はマロウシア（ミリヤム）ニッセンホルツで、ハド・ガドヤーの筆名がある。 ハアレツ]学派は1929年に経済的困難が起きて閉鎖したが、1935年に再開し、ドイツからの多数の教師と学生を引き寄せ、その内の多くはナチスにより閉鎖されたバウハウスの出身である。
1958年はある組織に賞が授与された最初の年であり、ベツァルエルが絵画と彫刻でイスラエル賞を受賞した。
1969年に、ベツァルエルは国立の機関になった。1990年にスコーパス山への移転を完了した。

## 現在

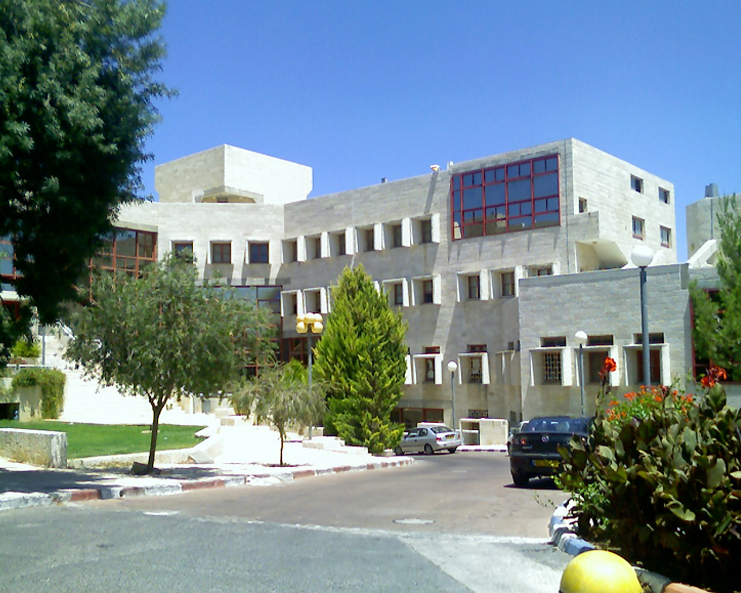
スコーパス山のベツァルエル学院の校舎。2005年。

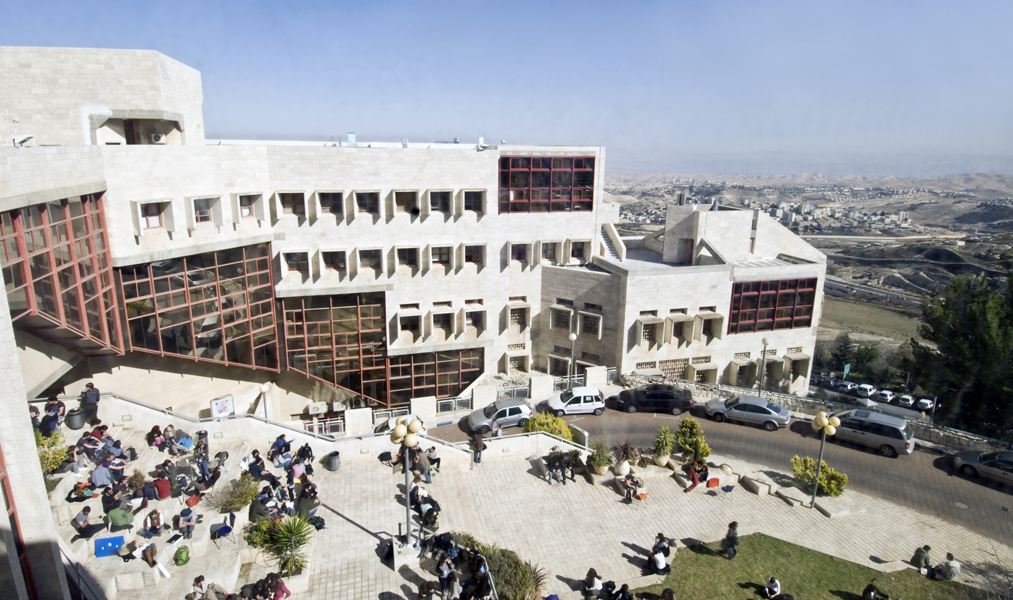
死海を背景に控えるベツァルエル学院の校舎。2009年。

2006年に、ベツァルエル美術デザイン学院は100周年を祝った。現在、学院はエルサレムのスコーパス山に位置し、1,500人が在学している。学部に含むのは、ファインアート、建築、セラミックスデザイン、インダストリアルデザイン、アンティーク・ジュエリー、写真、ビジュアルコミュニケーション、アニメーション、映画、美術史・美学である。建築学部のキャンパスはエルサレムの商業地区に位置する歴史的ベツァルエル校舎にある。ベツァルエルが授与する学位は、美術学士（B.F.A.）、建築学士（B.Arch.）、デザイン学士（B.Des.）の学位、ヘブライ大学と提携したファインアート修士、2種類のデザイン修士（M.des）の学位である。
将来、学院は場所を変更してエルサレム市の中心地に戻すことが予定されている。その場所は現在ロシアン・コンパウンドとして知られている。

## 関連文献
- ジル・ゴールドファイン 「Zeev Raban and the Bezalel style」 エルサレム・ポスト 2001年12月14日
- Dalia Manor, “Biblical Zionism in Bezalel Art,” Israel Studies 6.1 (2001) 55-75
- The "Hebrew Style" of Bezalel, 1906-1929, Nurit Shilo Cohen, The Journal of Decorative and Propaganda Arts, Vol. 20. （1994年） 140-163ページ
- Manor, Dalia, Art in Zion: The Genesis of National Art in Jewish Palestine, published by Routledge Curzon, 2005)
- 「Crafting a Jewish Style: The Art of the Bezalel Academy, 1906-1996」 2000年8月26日から2000年10月22日まで、モントゴメリー芸術美術館